# Chef machiniste
Au cinéma et à la télévision, le chef machiniste est le responsable du département machinerie sur un plateau. Il assure le mouvement de la caméra avec tous les moyens qui lui sont fournis et il assure la sécurité du plateau de tournage. Basiquement, la machinerie en France va être responsable des structures et mouvements pour la caméra et la lumière (également le "borniolage" pour les fausses nuits, le clap, ...). C'est également lui qui pousse la dolly ou les engins tels que des grues lors des travellings, assisté par son équipe, suivant les mouvements des comédiens et le rythme de la scène tournée. Son activité permet au chef opérateur ou cadreur de faciliter la prise de vue. Il doit anticiper et prévoir le bon fonctionnement du film afin que son équipe puisse effectuer les travaux. Il se doit de calculer le temps de travail ainsi que la rémunération de son équipe avec la production.
L'équipe vient avec un camion dans lequel se trouve le matériel nécessaire à la préparation et au tournage, que ce soit de location chez des loueurs professionnels ou matériel de bijouterie , "Bijoute", qui est lors le matériel personnel.
Principalement dans le matériel, se trouvent :
- Les machines évidemment, charriot (dolly).
- Grues, sliders, plateaux, praticables (pratos), rails, gueuses (lestes pour les pieds et structures), Borniols (du nom de la famille de draps funéraires, pour les mises au noir, fausses nuits), barre Bouladou (barre à coulisse surnommée du nom de M. Bouladou), Bazookas (pieds pneumatiques pour caméra), ...